# Arturo Taracido
Arturo Taracido Veira (La Coruña, 1887 – ídem. 1982) fue un político español.

## Trayectoria
Estudió en la Escuela de Profesorado Mercantil, de la que después fue profesor auxiliar. Se dedicó al comercio, fue gerente de la compañía Laboratorios Orzán. Colaboró en A Nosa Terra con unos artículos en gallego bajo el título "Cartas ao meu afillado" (Cartas a mi ahijado) y otras colaboraciones de temas de actualidad. 
Amigo de Casares Quiroga, asistió al Pacto de Lestrobe. Fue concejal y primero teniente de alcalde de La Coruña al inicio del régimen republicano. Diputado provincial, fue vicepresidente de la Diputación de la Coruña. También fue directivo y presidente del Casino Republicano y presidente de la Asociación Regional de Padres de Familia para lana defensa de él Laicismo en lana Enseñanza. 
Se integró en 1934 en Izquierda Republicana. Con la sublevación del 18 de julio de 1936 fue denunciado y detenido. Pasó la guerra encarcelado. Después fue condenado a doce años por el Tribunal de Represión de la Masonería y el Comunismo, así como la inhabilitación absoluta perpetua para cualquier cargo público. La finales de 1941 ingresó en la prisión madrileña de Conde Peñalver, pasando allí dos años y tres meses. 
El consejo de ministros le conmutó la pena por la de seis años y un día de confinamiento. Estuvo en Fuerteventura y después en León y Lugo, finalizando su condena en octubre de 1946. Protegió, dentro de sus limitaciones, a varios republicanos, entre ellos a Esther, la hija de Casares Quiroga, que estuvo retenida 19 años en la Coruña.

## Vida personal
Casado con Matilde Fraga, su hija Aurora Taracido Fraga se casó con Gonzalo Adrio Barreiro.